# Sikasso
Sikasso város Maliban, a délkeleti Sikasso régióban, melynek fővárosa. Lakossága több mint 140 000 fő, ezzel az ország második legnépesebb települése.

## Történelme
Sikassot a 19. század elején alapították. A település 1876-ig egy kis falu volt, ekkor Tieba Traoré, a Kénédougou Királyság uralkodója - akinek édesanyja sikassoi származású volt - a településre helyezte át az állam székhelyét. Palotáját is itt építette föl a szent Mamelon-hegyen, amelyen ma a víztorony áll. Uralkodása alatt egy erős fal is megépült a város körül, amelyre a környező népek és a francia gyarmatosítók fenyegetései miatt volt szükség. A város majd három évig ellenállt a francia ostromnak, de végül 1898-ban elesett. Az akkori uralkodó, Tieba öccse e szavak kíséretében öngyilkos lett: „Saya ka fisa ni maloya ye.” (A halál kívánatosabb mint a szégyen.)

## Földrajz
A város délkeletre fekszik az ország fővárosától, Bamakótól, valamint 45 km-re található a Burkina Faso-i határtól. Az elefántcsontparti határ 100 km-re délre található. A város egy fontos autóútón fekszik, mely Malit és Burkina Faso-t köti össze a tengerparti országokkal, mint Togo, Benin, Ghána és Elefántcsontpart.
A trópusi éghajlat következtében a városra bőséges csapadék hullik, főleg az esős évszakban. A legcsapadékosabb hónap a augusztus, akkor átlagosan 298,6 mm eső hullik. A kedvező éghajlat miatt a mezőgazdasági termelésre egész évben van lehetőség, így Sikasso önellátása garantált, ellenben Mali többi északra fekvő városától.

## Fordítás
- Ez a szócikk részben vagy egészben  a   Sikasso című angol Wikipédia-szócikk fordításán alapul.  Az eredeti cikk szerkesztőit annak laptörténete sorolja fel. Ez a jelzés csupán a megfogalmazás eredetét és a szerzői jogokat jelzi, nem szolgál a cikkben szereplő információk forrásmegjelöléseként.